# Третье послание к Коринфянам
Третье послание к коринфянам — апокрифическое послание апостола Павла, адресованное «братьям» (христианам), проживающим в общине греческого города Коринф. Автором, возможно, является Апостол Павел, однако подтверждений этому нет. Послание состоит из сорока стихов и обычно издаётся в настоящее время в старой орфографии, когда вместо «Иисус» там пишется «Иесуа».
Текст послания содержит наставления братьям (по вере) и по характеру напоминает канонические послания. Всеми христианскими церквями (за исключением Армянской церкви) эта книга канонической не признавалась и не признаётся и в богослужении не используется. Учитывая то, что технически Первое и Второе послания к коринфянам должны быть на втором и третьем местах соответственно, (так как Павел на самом деле написал письмо христианам, жившим в Коринфе перед первым посланием, как видно из Первого послания к коринфянам, гл. 5, ст. 9), то третье послание, соответственно, должно быть четвёртым. Однако некоторые считают, что Павел ссылается на предыдущий раздел послания, и поэтому никакой разницы в нумерации вышеупомянутых текстов не должно существовать. Третье послание к Коринфянам и Заветы двенадцати патриархов когда-то считались частью армянской Библии, но в современных изданиях больше не печатаются.